# ارنیز گروو (واشینگتن)
ارنیز گروو (به انگلیسی: Ernie's Grove) یک منطقهٔ مسکونی در ایالات متحده آمریکا است که در شهرستان کینگ، واشینگتن واقع شده‌است.